# 社会主义工人政治
社会主义工人政治（丹麥語：Socialistisk Arbejderpolitik）是丹麦的一个托洛茨基主义组织。它的前身是“革命社会主义者联盟”。它成立于1980年，当时取名为社会主义工人党；2014年，改用现名。1989年，它参与创建团结名单—红绿联盟。它是第四国际丹麦支部。它出版季刊《社会主义信息》。